# Anthurium verapazense
Anthurium verapazense är en kallaväxtart som beskrevs av Adolf Engler. Anthurium verapazense ingår i släktet Anthurium och familjen kallaväxter. Inga underarter finns listade.